# Schnifis
Schnifis ist eine Gemeinde in Österreich in Vorarlberg im Bezirk Feldkirch mit 799 Einwohnern (Stand 1. Jänner 2024).

## Geografie
Schnifis liegt auf der Terrasse südlich des Schnifner Berges. Neben der Streusiedlung in 657 Metern Höhe gehört auch das Glantschtobel zum Gemeindegebiet. Dieses schmale Tal ist im Norden durch die südlichsten Berge des Bregenzerwaldgebirges begrenzt, die höchsten Gipfel sind Madonnakopf (1854 m), Rappenköpfle (1865 m), Hochgerach (1985 m) und Goppeskopf (1845 m).
Die Gemeinde hat eine Fläche von 4,87 Quadratkilometer. Davon sind 37 Prozent landwirtschaftliche Nutzfläche, 14 Prozent sind Almen und 39 Prozent der Fläche sind bewaldet.

### Gemeindegliederung
Es existieren keine weiteren Katastralgemeinden in Schnifis.

### Nachbargemeinden
| Düns    | Dünserberg                                  | Laterns            |
| Röns    | Kompassrose, die auf Nachbargemeinden zeigt | Thüringerberg (BZ) |
| Schlins | Bludesch (BZ)                               | Thüringen (BZ)     |

## Geschichte
Erstmals urkundlich erwähnt wurde Schnifis 820 als Senobium. 1362 kam Schnuvis zusammen mit der Herrschaft Jagdberg an Österreich.
Die Habsburger regierten die Orte im heutigen Vorarlberg wechselnd von Tirol und Vorderösterreich (Freiburg im Breisgau) aus. Von 1805 bis 1814 gehörte der Ort zu Bayern, dann wieder zum Kaiserthum Österreich.
Zum österreichischen Kronland Vorarlberg gehörte Schnifis seit der Gründung 1861. Der Ort war 1945 bis 1955 Teil der französischen Besatzungszone in Österreich.

### Bevölkerungsentwicklung
Der Ausländeranteil lag Ende 2002 bei 5,1 %. Seit 1991 sind sowohl Geburtenbilanz als auch Wanderungsbilanz positiv.

## Kultur und Sehenswürdigkeiten

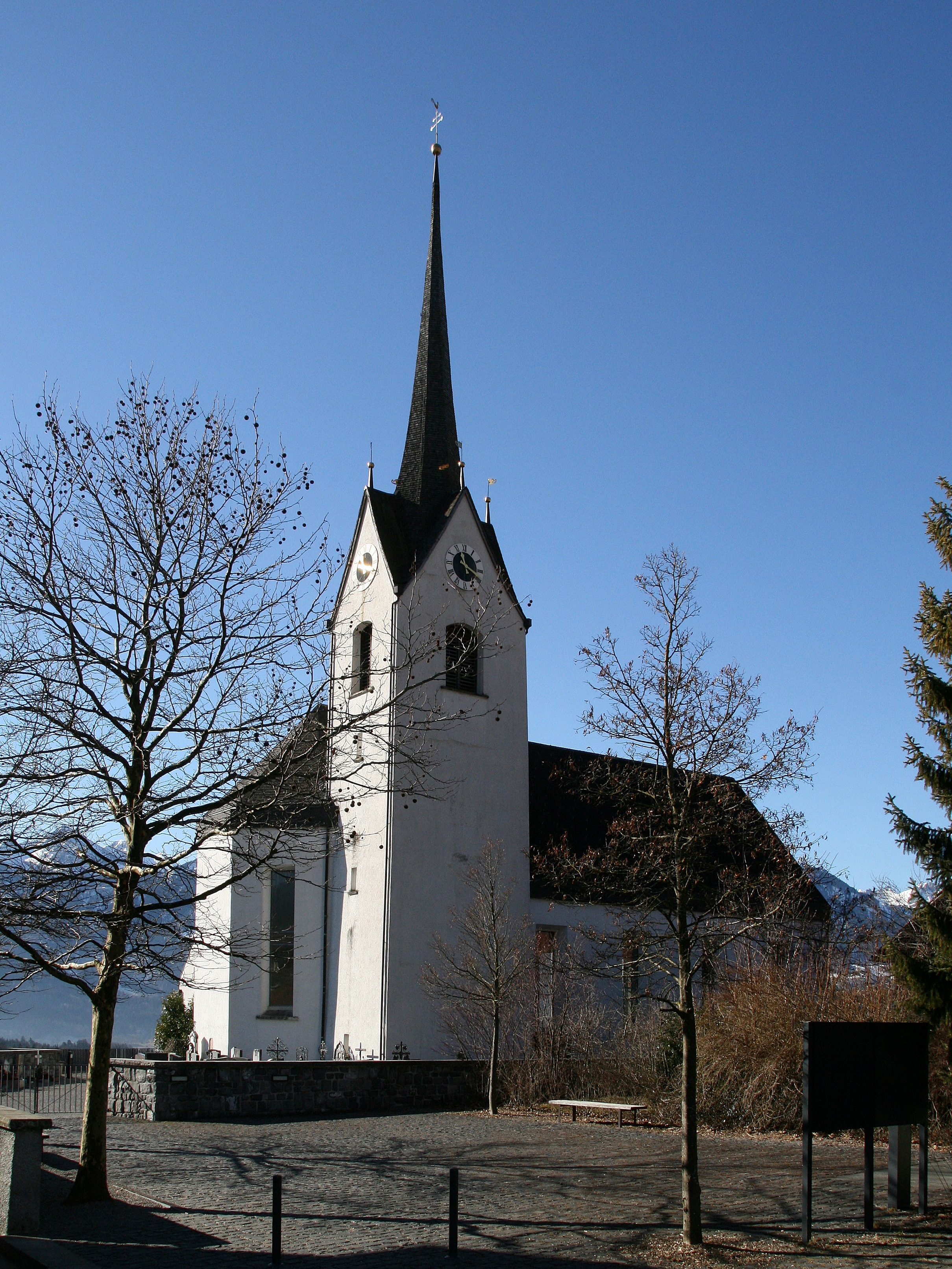
Pfarrkirche Schnifis

- Katholische Pfarrkirche Schnifis hl. Johannes der Täufer: Um 830 stand an Stelle der heutigen Kirche die ecclesia. 1535 wurde hier eine Kirche geweiht und 1817 wurde das Langhaus erweitert. 1972/73 erfolgte eine Neugestaltung der Kirche.
- Kapelle beim Bad Schnifis
- Fallersee mit den Flüsterspiegeln und Bad Schnifis mit der Wassertrete.
- Die Ringmauer auf dem kleinen Plateau des hausbergartigen Hügels Kobel umschließt einen frühmittelalterlichen Einzelhof.
- Am Gießhübel ist auch ein frühmittelalterlicher Sippenfriedhof festgestellt.
- Der Rheintalhof an Jagdbergstraße ist ein Holzstrickbau auf einem verputzten Natursteinsockel. Er diente ursprünglich als Gasthof.

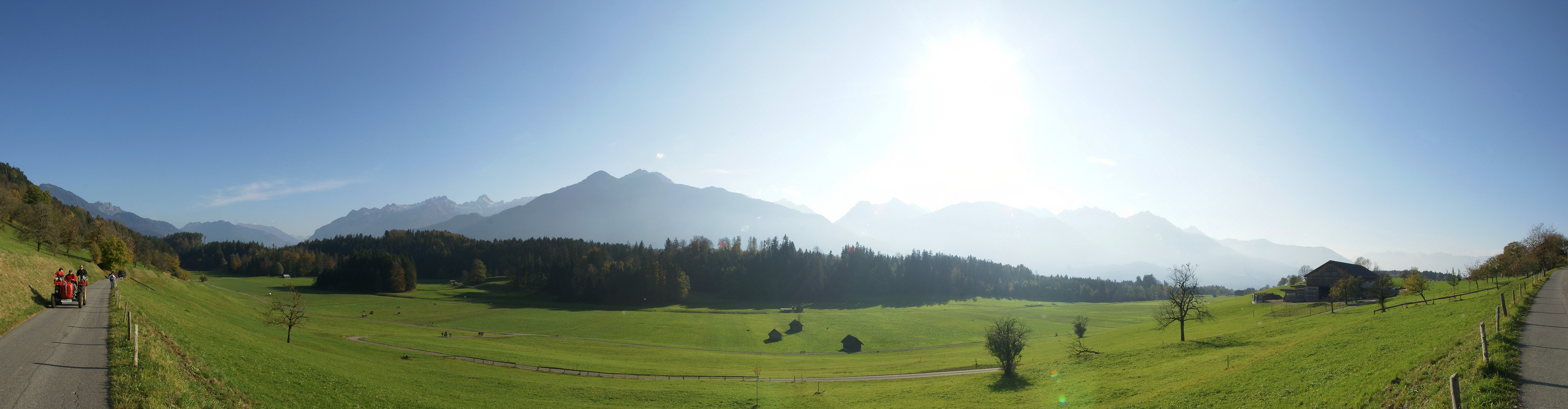
Blick von der Unteren Halde auf die Berge des Rätikon

## Wirtschaft und Infrastruktur
In Schnifis gab es 2010 einundzwanzig land- und forstwirtschaftliche Betriebe, davon sieben Haupterwerbsbetriebe. Im sekundären Wirtschaftssektor (nach ÖNACE) beschäftigten im Jahr 2011 fünfzehn Betriebe 44 Personen bei der Herstellung von Waren und im Bau. Im tertiären Sektor waren 78 Menschen in 32 Betrieben beschäftigt.

### Berufspendler
Im Jahr 2011 lebten 386 Erwerbstätige in Schnifis. Davon arbeiteten 75 in der Gemeinde, achtzig Prozent pendelten aus.

### Bildung
In der Gemeinde befinden sich ein Kindergarten und eine Volksschule, wobei 31 Schüler (Stand: 2020/21) die Volksschule besuchten.

## Politik

### Gemeindevertretung
In Vorarlberg wählen die Bürger alle fünf Jahre die Mitglieder der Gemeindevertretung durch Ankreuzen eines Listen-Wahlvorschlages bzw. durch Mehrheitswahl wenn kein Listenvorschlag vorliegt. Weiters den Bürgermeister durch Ankreuzen eines Wahlvorschlages.
Die Gemeindevertretung wählt in der konstituierenden Sitzung aus ihrer Mitte – sofern keine Wahl durch die Bürger zustande kam – gemäß § 61 Gemeindegesetz einen Bürgermeister und dann einen mindestens dreiköpfigen Gemeindevorstand. Die Zahl dieser „Gemeinderäte“ darf aber gemäß § 55 den vierten Teil der Zahl der Gemeindevertreter nicht übersteigen.
Der Bürgermeister führt den Vorsitz bei den generell öffentlichen Sitzungen der Gemeindevertretung, in denen kommunale Belange besprochen und Beschlüsse gefasst werden. Beobachter haben kein Mitspracherecht und kein Stimmrecht. Die Gemeindevertretung kann nach Bedarf Ausschüsse bestellen. Sitzungen des Gemeindevorstandes und der Ausschüsse sind nicht öffentlich.

#### Sitzverteilung nach den Wahlen
- Gemeindevertretungswahlen 1985: Ortsliste Schnifis 12.[11]
- Gemeindevertretungswahlen 1990: Ortsliste Schnifis 12.[12]
- Gemeindevertretungswahlen 1995: ÖVP und Ortsliste 9, Die Freiheitlichen 3.[13]
- Gemeindevertretungswahlen 2000: ÖVP und Ortsliste 9, Die Freiheitlichen (FPÖ) 3.[14]
- Gemeindevertretungswahlen 2005: ÖVP und Ortsliste 9, Unabhängige und Freiheitliche 3.[15]
- Gemeindevertretungswahlen 2010: ÖVP und Ortsliste 8, Team Schnifis 4.[16]
- Gemeindevertretungswahlen 2015: Dorfliste Schnifis 12.[17]
- Gemeindevertretungswahlen 2020: Dorfliste Schnifis 12.[18]
- Gemeindevertretungswahlen 2025: Dorfliste Schnifis 12.[19]

### Bürgermeister
- 1916–1919 Matthäus Amann[20]
- 1919–1924 Anton Marte[20]
- 1924–1950 Peter Duelli[20][21]
- 1950–1952 Anton Berchtel[20][21]
- 1952–1963 Stefan Amann[20][21]
- 1963–1975 Eugen Stachniß[20][21]
- 1975–1999 Othmar Duelli[20][21]
- 1999–2012 Andreas Amann[20][21]
- 2012–2020 Anton Mähr[20]
- seit 2020 Simon Lins[20]

### Wappen
Der Gemeinde wurde 1970 folgendes Wappen verliehen: In Gold unten ein blauer Schild belegt mit silbernem Jagdhorn mit Beschlägen und Schnur in Gold, darüber die wachsende Figur des Laurentius von Schnifis in schwarzer Kutte, in der Rechten eine silberne Schalmei, in der Linken ein silbernes Buch.

## Persönlichkeiten

### Söhne und Töchter der Gemeinde
- Laurentius von Schnüffis (1633–1702), fahrender Komödiant, Hofschauspieler; Kapuziner, Prediger, Lyriker und Erzähler
- Regina Lampert (1854–1942), Schriftstellerin
- Anton Marte (1874–1929), Kirchenmaler und Restaurator
- Gerold Amann (* 1937), Komponist

### Mit der Gemeinde verbundene Persönlichkeiten
- Walter Gugele (* 1963), Skirennläufer, in Schnifis aufgewachsen